# Вос, Симон де
Симон де Вос (нидерл. Simon de Vos 20 октября 1603, Антверпен, — 15 октября 1676, Антверпен) — фламандский живописец, рисовальщик и коллекционер произведений искусства. Свою карьеру он начал с кабинетных картин небольшого формата в стиле Караваджо — преимущественно сценки бытового жанра и групповые портреты. Позднее занимался исторической и религиозной живописью, создавая картины большого формата в стиле фламандского барокко, близком произведениям Рубенса и Ван Дейка. Симон де Вос является однофамильцем, но не родственником художника Корнелиса де Воса.

## Биография
Родителями художника были ремесленник Герман де Вос и Элизабет ван Оппен. В 1615 году, в возрасте двенадцати лет, Симон начал своё обучение живописи в мастерской у известного художника-портретиста Корнелиса де Воса. По завершении обучения в 1620 году он в возрасте семнадцати лет стал мастером антверпенской Гильдии Святого Луки.
Дальнейшие сведения биографии художника крайне скудны. Согласно некоторым данным, он работал в мастерской Рубенса в Антверпене, согласно другим — и на это указывают определённые стилевые черты и манера письма картин того времени, — Симон находился в Риме среди работавших там нидерландских живописцев так называемого «Братства романистов», либо группы «Бамбоччанти» с жанровыми картинами «низкой жизни». В картинах де Воса заметно также влияние немецкого художника Иоганна Лисса, работавшего в 1620-х годах в Риме, что также можно объяснить проживанием Симона де Воса в Риме. Кроме того, на основании приписывания Симону де Восу композиции 1626 года «Собрание курильщиков и пьющих» (Лувр, Париж) предполагается, что в середине XIX века де Вос проживал в Экс-ан-Провансе на юге Франции.
В 1626 году Симон де Вос вернулся в Антверпен. В том же году он вступил в брак с Катариной вон Утрехт, сестрой художника Адриана ван Утрехт, писавшего преимущественно натюрморты. Детей в этом браке не было. Оставшуюся часть жизни живописец провёл в Антверпене. Известно, что он поставлял произведения искусства антверпенским торговцам Гийому Форхондту и Златоусту ван Иммерзелю. Симон де Вос пользовался заслуженным признанием, о чём говорит тот факт, что после смерти Рубенса де Вос получил по завещанию одну из его картин. Де Вос добился финансового успеха. Когда в 1670 году умерла его жена, он владел четырьмя домами в Антверпене и коллекцией из 290 картин.
Между 1629 и 1649 годами у де Воса было шесть учеников, среди них были Ян ван Кессель-старший, Грегори де Грефф и Каспар вон Опстал.

## Творчество
В раннем творчестве Симона де Воса преобладали картины бытового жанра малого формата, в том числе изображения весёлых сборищ и праздных гуляк. Они выполнены в стиле Караваджо с оттенками фламандского маньеризма и Франса Франкена Младшего, что также показывает влияние караваджистов Утрехта. После 1640 года работы Симона де Воса принимают более серьёзный характер. Он стал писать большие картины, посвящённые историческим событиям, библейской истории, а также аллегорические композиции. В этих произведениях ясно ощущается влияние творчества Рубенса, Клода Виньона, а позднее — Антониса Ван Дейка (Мученичество св. Филиппа; ок. 1645—1648). В этот же период художник создал серию из двенадцати произведений, посвящённых книге Бытия Ветхого завета (1635—1644).
Как было принято в Антверпене XVII столетия, Симон де Вос работал также совместно с другими местными художниками, например, с Даниэлем Зегерсом и Александром Адриенсеном. Примером сотрудничества Симона де Воса и Даниеля Зегерса являются так называемые «картины с цветочными гирляндами» (нидерл. bloemenslingerschilderijen): фигурные композиции в окружении цветочных гирлянд. Этот жанр был разработан Яном Брейгелем Старшим в Антверпене к началу XVII столетия и был связан с культом почитания Девы Марии и событиями контрреформации, развернувшейся в к этому времени в Южных Нидерландах.
Де Вос также сотрудничал с художником-анималистом Франсом Снейдерсом. В Санкт-Петербургском Эрмитаже хранятся восемь картин Симона де Воса.

## Галерея
- Гадалка в таверне. Между 1630 и 1650. Медь, масло. Частное собрание
- Сборище курильщиков и пьяниц. 1626. Холст, масло. Лувр, Париж
- Весёлое общество. 1631. Медь, масло. Государственный Эрмитаж, Санкт-Петербург
- Встреча Давида и Авигеи. Ок. 1640. Медь, масло. Замок Фриденштайн, Гота, Германия
- Подвиг Марка Курция. 1641. Медь, масло. Санкт-Петербург, Эрмитаж
- Смерть Деция Муса. 1641. Медь, масло. Санкт-Петербург, Эрмитаж
- Великодушие Сципиона Африканского. 1641. Медь, масло. Санкт-Петербург, Эрмитаж
- Аллегория бренности. Между 1620 и 1676. Холст, масло. Частное собрание
- Христос в море Галилейском. 1641. Дерево, масло. Частное собрание
- Д. Зегерс, С. де Вос. Осмеяние Христа. Ок. 1643. Холст, масло. Музей искусств Нэшера, Дарем, Северная Каролина, США
- Д. Зегерс, С. де Вос. Святое семейство в цветочной гирлянде. 1644. Дерево, масло. Музей истории искусств, Вена